# D 755 (Türkei)
Die Straße D 755 (Devlet yolu 755) ist eine 441 km lange Straße in der Türkei. Sie führt von Bartın nach Eskipazar.

## Verlauf
Die Straße, die am Hafen von Bartın (Boğaz) beginnt, kreuzt nach 11 km in der Provinzhauptstadt Bartın die Schwarzmeerküstenstraße D 010 und folgt zunächst dem Flusslauf des Bartın Çayı nach Abdipaşa. Sie führt weiter über den Pass Usta Geçidi (1030 m) nach Safranbolu (UNESCO-Welterbe), wo die D 030 nach Osten abzweigt, und weiter in die Provinzhauptstadt Karabük, wo der von Westen kommende Ast der D 030 einmündet. Die D 755 setzt sich nach Süden durch den Tunnel Cildikısık Tüneli nach Eskipazar fort und endet nach weiteren 12 km an der West-Ost-Achse der D 100 (Europastraße 80).